# The Silent Battle
Pour plus de détails, voir Fiche technique et Distribution.
The Silent Battle est un film britannique réalisé par Herbert Mason, sorti en 1939.
Il s'agit du remake du film français La Bataille silencieuse.

## Fiche technique
- Titre : The Silent Battle
- Réalisation : Herbert Mason
- Scénario : Wolfgang Wilhelm (en) et Rodney Ackland (en) d'après le roman de Jean Bommart
- Direction artistique : C. Wilfred Arnold
- Photographie : Bernard Browne
- Montage : Philip Charlot
- Musique : Francis Chagrin
- Pays de production : Royaume-Uni
- Format : Noir et blanc - 1,37:1 - Mono
- Genre : thriller
- Durée : 73 minutes
- Date de sortie : 1939

## Distribution
- Rex Harrison : Jacques Sauvin
- Valerie Hobson : Draguisha
- John Loder : Bordier
- Muriel Aked (en) : Mme Duvivier
- George Devine (en) : Sonneman
- John Salew (en) : Ernest
- Kaye Seeley : Bostoff
- Carl Jaffe (en) : Rykoff
- Megs Jenkins : Louise
- Arthur Maude : Éditeur